# Șanțul sinusului sagital superior
Șanțul sinusului sagital superior (Sulcus sinus sagittalis superioris) este un șanț de-a lungul marginii superioare (sagitale) a feței endocraniene a calvariei (bolții craniului). Acest șanț începe posterior de creasta frontală (Crista frontalis), se îndreaptă caudal prin mijlocul feței endocraniene a porțiunii solzoase a osului frontal, trece apoi de-a lungul marginilor superioare a fețelor interne a oaselor parietale, prin mijlocul feței endocraniene a solzului osului occipital și se termină anterior de protuberanța occipitală internă (Protuberantia occipitalis interna). În acest șanț se află sinusul sagital superior (Sinus sagittalis superior).